# Paloma (série télévisée)
Pour les articles homonymes, voir Paloma.
Production
Diffusion
Chronologie
Por ti (2002)
Paloma (Cuando seas mía en espagnol, When You Are Mine en anglais) est une telenovela mexicaine diffusée en 2001 - 2002 par Azteca 13.
Cette telenovela a été diffusée en France sur France Ô en 2009. Elle a été diffusée entre le 24 mars 2015 et le 17 décembre 2015 sur Novelas TV.

## Synopsis
Teresa Suarez, surnommée Paloma tombe amoureuse de Diego Sanchez Serrano et celui-ci l'aime aussi. La femme de Diego, Berenice est jalouse. Très vite la famille parvient à la chasser. Plus tard, Paloma se crée une fausse identité pour pouvoir travailler dans l'hacienda et devient Elena Olivares. Fabian, le frère de Diego découvre très vite que Paloma et Elena sont les mêmes. Diego aussi et en est ravi. Mais très vite, Miguel rencontre Paloma et on découvre que Berenice l'a trompé avec lui et Miguel est allé avec Daniela, la cousine de Diego. Elle se rend compte qu'il cache quelque chose. Plus tard, elle découvre qu'il l'a trompé avec Berenice. Daniella trouve son vrai amour, un noir Harold auquel Ines, la grand-mère n'accorde aucune confiance. Mariano devient ami avec Paloma et en tombe amoureux. Diego, jaloux en vient jusqu'à brûler pratiquement tous ses souvenirs sur Paloma. Après, il comprend que Paloma n'avait pas ces intentions. Harold le surnomme le pyromane, ce qui devient gag de la série. Diego se retrouve aussi reoublé[Quoi ?] par la psychologue (Antonia) qui est obsédée par celui-ci et qui tente tout pour le séduire. 
Paloma rejoint Diego et Antonia lui fait croire qu'elle a couché avec lui. Mais celui-ci la croit. Les deux souffrent beaucoup et se retrouvent. Soledad, la mère de Paloma surnommée Chole connait le père des enfants Sanchez. Tué et trahi par ceux en qui il avait confiance. Celui-ci lui laisse en héritage une hacienda. Ines croit que Soledad est l'amante de son mari (qui est mort). Les deux se disputent et Ines croit finalement Soledad. Berenice essaie de fuir Miguel et ce dernier garde le bébé. Elle se fait renverser par erreur par une voiture. Fabian fait vendre du café frelaté, ce qui tue gravement un client puis fait accuser Diego. Il se rend pour ne pas mettre en préjudice Paloma. Fabian divorce de Barbara sa femme, parce qu'elle invente toujours de fausses grossesses. Elle met des coussins sur son ventre. Celui-ci l'ayant remarqué divorce. Le jugement s'annonce et Diego gagne. Ceci bien que Aurelio et Berenice ont couché ensemble, malgré le couple entre Aurelio et Josefina, et malgré le drame de Jérémy qui était avec une meurtrière (Matilde a couché avec son oncle et l'a tué). Et qu'elle ait tiré scandaleusement au pistolet (Pancho tombe se croyant mort) mais avait juste eu peur, Diego et Paloma se marient après le mariage de Daniella et Harold.

## Distribution
- Silvia Navarro : Teresa Suárez « Paloma » / Elena Olivares / Margot
- Sergio Basáñez : Diego Sánchez Serrano
- Martha Cristiana : Berenice Sandoval Portocarrero de Sánchez Serrano
- Rodrigo Abed : Fabián Sanchez Serrano Vallejo
- Anette Michel : Bárbara Castrejón de Sánchez Serrano
- Laura Padilla : Soledad Suárez « Chole »
- Ana Serradilla : Daniela Sánchez Serrano
- Iliana Fox : Diana Sánchez Serrano
- Evangelina Elizondo : Doña Inés Ugarte de Sánchez Serrano
- Sergio de Bustamante : Juan Francisco Sánchez Serrano Ugarte
- Margarita Gralia : Ángela Vallejo de Sánchez Serrano
- Juan Pablo Medina : Bernardo Sánchez Serrano Vallejo
- Adrián Makala : Harold
- Alejandro Lukini : Jeremy
- Gloria Peralta : Marcia Fontalvo
- Fernando Sarfati : Giancarlo Mondriani
- Sebastian Ligarde : Miguel Tejeiros y Caballero
- Enrique Becker : Lic. Jorge Latorre
- Rodrigo Cachero : Mariano Sáenz
- Homero Wimmer : Dr. Avellaneda
- José Carlos Rodríguez : Carlos Fontalvo
- Adriana Parra : Ximena de Fontalvo
- Ramiro Huerta : Aurelio
- Daniela Schmidt : Antonia
- Claudine Sosa : Josefina
- Leonardo Daniel : Joaquín Sánchez Serrano Ugarte
- Tania Arredondo : Leonor
- Homero Wimmer : Dr. Avellaneda
- Carolina Carvajal : Matilde
- Fernando Sarfati : Giancarlo Mondriani
- Gabriela Andrade : Margarita
- Carmen Delgado : Constanza Portocarrero de Sandoval
- Alejandro Ciangherotti : Ricardo Sandoval

## Diffusion internationale
- France Ô (2009)
- Novelas TV (2015)

## Autres versions
- Café con aroma de mujer (1994)
- Destilando amor (2007)
- Café con aroma de mujer (2021)

### Sources
- (es) Cet article est partiellement ou en totalité issu de l’article de Wikipédia en espagnol intitulé « Cuando seas mía » (voir la liste des auteurs).